# Artëm Komolov
Artëm Dmitrievič Komolov (in russo Артём Дмитриевич Комолов?; Mosca, 1º giugno 1993) è un cestista russo.

## Carriera
Con la Russia ha disputato le Universiadi di Gwangju 2015.